# 나찬
나찬은 터닝메카드에 등장하는 등장인물이다.

## 작중 행적

### 터닝메카드
에반과 처음으로 만나고 메카니멀에 대해서 알게되어 블랙미러를 쓰러뜨린다.

### 터닝메카드 W
데미안, 류, 카밀라와 만나 처음에는 적이였지만 나중에 친구가 되었다.

### 터닝메카드 W 2기
나로, 로키, 데이지를 적으로 만나게 되지만, 나중에는 힘을 합쳐 닥터 X를 물리친다.

## 메카니멀
- 에반

- 피닉스

- 모스톤

- 크랑

- 스핑크스

- 디스크캐논

- 카이온

- 뎅뎅

- 슈마

- 윙피닉스

- 윙나이트

- 윙레온

### 옛 메카니멀
- 윙톡

- 타돌

- 쿠루기

- 하이드론

### 슈터
- 메가에반

- 메가 드래곤

- 메가 태릭스